# Abundance: The Future Is Better Than You Think
Abundance: The Future Is Better Than You Think är en fackbok om att utveckla den mänskliga tillvaron författad av Peter H. Diamandis och Steven Kotler som publicerades 2012. Diamandis är annars främst känd för att ha grundat X Prize Foundation, en ideell organisation baserad på vetenskapliga tävlingar, och Kotler är annars känd både som journalist och som författare till tidigare verk.
Författarna hänvisar till verkets titel som en framtid där nio miljarder människor har tillgång till rent vatten, mat, energi, sjukvård, bostäder, utbildning och allt annat som är nödvändigt för en meningsfull levnadsstandard, vilket sker på grund av den snabba utvecklingen inom teknisk innovation som orsakade ekonomiska framsteg under 2010- och 2020-talen.
Kritiskt beröm kom från de amerikanska publikationerna Christian Science Monitor och Time.

## Recensioner och kommentarer
Brian Walsh från Time sa att bokens budskap är att framtiden kommer att bli bättre än vi tror, trots alla dåliga nyheter. Han nämnde att trots den ständigt negativa informationen visar en närmare titt på siffrorna att det är bättre än vi tror.
Kate Wiede från Christian Science Monitor publicerade en lovordande recension där hon påpekade att författarna hade skrivit "en bok som värdesätter din intelligens genom att vara ärlig och rak i sak".
Keenan Mayo från San Francisco Chronicle sa att bokens författare "argumenterar kraftfullt mot två rådande uppfattningar: att världens resurser utarmas för snabbt, och att klyftan mellan rika och fattiga ökar oåterkalleligt. De citerar uppkomsten av gör-det-själv-innovation, fantastiskt rika 'teknofilantroper' som avser att använda sina djupa fickor för att förändra världen, och vad de har kallat den 'växande miljarden': världens fattiga, som tack vare modern kommunikationsteknik nu har en röst."
Cristopher Schoppa från The Washington Post sa att boken är "en rejäl dos optimism" och berömde författarna för att ha lagt fram "ett övertygande argument för att mänsklighetens framtid kanske inte är så dyster som vi befarar".
Matt Ridley från Wall Street Journal skrev: "Diamandis och Kotler tror att individuella innovatörer kan och kommer att göra enorma skillnader för människors levnadsstandard."